# Cangzhai
Cangzhai (kinesiska: 仓寨, 仓寨乡) är en socken i Kina. Den ligger i provinsen Henan, i den centrala delen av landet, omkring 40 kilometer öster om provinshuvudstaden Zhengzhou.
Genomsnittlig årsnederbörd är 681 millimeter. Den regnigaste månaden är juli, med i genomsnitt 182 mm nederbörd, och den torraste är januari, med 4 mm nederbörd.